# Е Вэйчао
Е Вэйча́о (кит. упр. 叶伟超, пиньинь Yè Wěichāo; 18 февраля 1989) — китайский футболист, нападающий. В настоящее время является свободным агентом. Сыграл один матч за национальную сборную Китая.

## Клубная карьера
Е начал футбольную карьеру в 2007 году в команде «Гуандун Жичжицюань», куда был отправлен в аренду командой «Гуанчжоу Фармасьютикл», которая обладала правами на игрока. Забил первый гол в ворота команды «Нинбо Хуаао». Постепенно стал основным игроком и выступал за клуб на протяжении всего сезона 2008 года. Забил 11 голов за «Гуандун Жичжицюань» и помог команде выйти в Первую лигу. Однако по окончании сезона в декабре 2009 года «Гуанчжоу Эвергранд» вернул игрока в состав, однако он долго в нём не задержался. В марте 2010 года вновь отправился в аренду в «Гуандун Жичжицюань». В сезоне 2010 в первой лиге за 20 матчей забил 14 голов.
Перед началом сезона 2011 года Е вернулся в «Гуанчжоу Эвергранд». Дебютировал за клуб 15 мая 2011 года в матче против «Хэнань Констракшн», а его команда одержала победу со счётом 3-1. Игрок вышел на замену Ренато Чайя на 67-й минуте и сразу же забил дебютный гол. Однако после того, как Е не проходил в основной состав, в июле 2013 года он принял решение отправиться в аренду в команду Второй лиги «Мэйчжоу Хакка». В феврале 2014 года вернулся «Гуандун Жичжицюань» в аренду сроком на один год. По окончании сезона игрок покинул «Гуанчжоу Эвергранд» и пробовал свои силы в Премьер-лиге Гонконга, клубе «Китчи», а также в «Цзянси Ляньшэн».
26 февраля 2016 года Е подписал контракт с клубом первой лиги, «Чжэцзян Итэн». Дебютировал в составе нового клуба 9 июля 2016 года в матче против «Тяньцзинь Тяньхай» в котором его команда уступила со счётом 4-0, а сам Е на 63-й минуте заменил Ли Гэня.
21 января 2017 года перешел в клуб второй лиги «Мэйчжоу Течанд». 11 ноября 2018 года забил победный гол в добавленное время в плей-офф сезона 2018 года в матче против «Шэньси Чанъань», который позволил команде остаться во втором дивизионе.

## Международная карьера
6 марта 2011 года дебютировал за первую национальную сборную в матче против команды Коста-Рики, который закончился со счётом 2—2.

## Статистика
По состоянию на 3 ноября 2018 года.
| Клуб  | Клуб               | Клуб        | Лига  | Лига | Кубок     | Кубок     | Кубок Лиги      | Кубок Лиги      | Азия  | Азия | Другое | Другое | Всего | Всего |
| Сезон | Клуб               | Лига        | Матчи | Голы | Матчи     | Голы      | Матчи           | Голы            | Матчи | Голы | Матчи  | Голы   | Матчи | Голы  |
| Китай | Китай              | Китай       | Лига  | Лига | Кубок КФА | Кубок КФА | Кубок Суперлиги | Кубок Суперлиги | Азия  | Азия | Другое | Другое | Всего | Всего |
| ----- | ------------------ | ----------- | ----- | ---- | --------- | --------- | --------------- | --------------- | ----- | ---- | ------ | ------ | ----- | ----- |
| 2007  | Гуандун Жичжицюань | Вторая лига | 12    | 2    | -         | -         | -               | -               | -     | -    | -      | -      | 12    | 2     |
| 2008  | Гуандун Жичжицюань | Вторая лига | 17    | 11   | -         | -         | -               | -               | -     | -    | -      | -      | 17    | 11    |
| 2009  | Гуандун Жичжицюань | Первая лига | 11    | 3    | -         | -         | -               | -               | -     | -    | -      | -      | 11    | 3     |
| 2010  | Гуандун Жичжицюань | Первая лига | 20    | 14   | -         | -         | -               | -               | -     | -    | -      | -      | 20    | 14    |
| 2011  | Гуанчжоу Эвергранд | Суперлига   | 4     | 1    | 0         | 0         | -               | -               | -     | -    | -      | -      | 4     | 1     |
| 2012  | Гуанчжоу Эвергранд | Суперлига   | 2     | 0    | 0         | 0         | -               | -               | 0     | 0    | 0      | 0      | 2     | 0     |
| 2013  | Гуанчжоу Эвергранд | Суперлига   | 0     | 0    | 0         | 0         | -               | -               | 0     | 0    | 0      | 0      | 0     | 0     |
| 2013  | Мэйчжоу Хакка      | Вторая лига | 7     | 5    | 0         | 0         | -               | -               | -     | -    | -      | -      | 7     | 5     |
| 2014  | Гуандун Жичжицюань | Первая лига | 15    | 4    | 1         | 0         | -               | -               | -     | -    | -      | -      | 16    | 4     |
| 2016  | Чжэцзян Итэн       | Первая лига | 2     | 0    | 0         | 0         | -               | -               | -     | -    | -      | -      | 2     | 0     |
| 2017  | Мэйчжоу Течанд     | Вторая лига | 24    | 9    | 1         | 0         | -               | -               | -     | -    | -      | -      | 25    | 9     |
| 2018  | Мэйчжоу Течанд     | Первая лига | 15    | 1    | 1         | 0         | -               | -               | -     | -    | 1      | 1      | 17    | 2     |
| Всего | Китай              | Китай       | 129   | 50   | 3         | 0         | 0               | 0               | 0     | 0    | 1      | 1      | 133   | 51    |

1. ↑  Матчи в плей-офф Первой лиги

## Достижения

### Клубные
Гуанчжоу Эвергранд
- Чемпион Суперлиги: 2011, 2012
- Обладатель Суперкубка КФА: 2012
- Обладатель Кубка КФА: 2012

### Индивидуальные
- Лучший бомбардир Второй лиги : 2008